# Bitka pri Elizabethtownu
Bitka pri Elizabethtownu se je zgodila 27. avgusta 1781 v Elizabethtownu v Severni Karolini v okrožju Bladen. Bitka je potekala med patriotskimi četami pod poveljstvom Thomasa Robesona in Thomasa Browna ter lojalistično milico Severne Karoline pod poveljstvom Johna Slingsbyja in Davida Goddna. John Slingsby in David Godden sta bila oba smrtno ranjena in mnogi vojaki so pobegnili na območje v sotesko blizu reke, ki je od takrat znana kot "Tory Hole".

## Ozadje
Poleti 1781 je majhno skupino približno 60-70 patriotske milice pregnala lojalistična sila (torijevcev) iz njihovih domov, Nato so se pregnani patrioti pregrupirali pod okriljem vigovcev iz okrožja Duplin. Ker jim je ostalo malo zalog in oblačil, so se odločili, da se vrnejo in se borijo za zemljo, s katere so bili pregnani, ter za svoja voditelja imenovali Thomasa Browna in Robesona. Ko so zbrali vso razpoložljivo strelivo, so moški prehodili približno petdeset milj (80 km) skozi divjino, preživljali so se s suhim mesom in minimalno količino kruha. Prišli so do reke Cape Fear blizu Elizabethtowna, vendar niso našli nobenih čolnov za prečkanje. Lojalisti so jih odstranili kot obrambni ukrep. Kljub temu so patrioti ponoči prečkali reko, skrbno varujoč svoje orožje in strelivo med prečkanjem. Lojalistične sile, ki so štele več kot tristo mož in sta jie vodila polkovnik Slingsby in polkovnik Godden, so utrdile Elizabethtown in vzpostavile strogo varnost. Vendar pa je dan pred bitko Sallie Salter, lokalna prebivalka, vstopila v lojalistični tabor, da bi prodajala jajca. Lojalistične sile niso vedele, da je bila Salter vohunka za patriotsko stvar. Poročala je polkovnikoma Thomasu Robesonu in Thomasu Brownu, poveljnikoma skupine milice okrožja Bladen. Informacije, ki jih je Salter posredovala obema moškima, so ju privedle do odločitve, da napadeta lojalistični tabor. Kljub dejstvu, da so bile patriotske sile bistveno prekašane, sta Robeson in Brown izdelala načrt, po katerem bi se njihove sile zdele številčnejše, tako da bi lažno izdajale ukaze "fantomskim" vojakom, namenjene temu, da jih sliši sovražnik. Patriotske sile so se ponoči približale lojalističnemu taboru in sprožile presenetljiv napad.

## Bitka
Noč pred bitko pri Elizabethtownu se je patriotska sila, ki je štela devetinšestdeset mož, pripravila na napad. Sredi noči so enega moža pustili za seboj, da bi varoval njihove konje, nato so se slekli in prebredli reko Cape Fear, kjer je voda segala do prsi. Ko so prečkali, so se posušili, oblekli in pripravili orožje za bitko. Moški so se organizirali v tri skupine po približno petindvajset in se popolnoma tiho približali lojalističnemu taboru iz več smeri.
Njihov načrtovani presenetljivi napad je bil učinkovit pri preusmerjanju in presenečenju polkovnika Slingsbyja in njegove čete z znatnim številom torijevcev. Prvi strel, ki ga je izstrelil torijski stražar, bi bil znak za popoln napad. Ko so se patrioti tiho približevali, jih je stražar trikrat opozoril, vendar ni prejel odgovora od čete. Končno je torijec izstrelil orožje v zrak in pobegnil v gozd, kar je sprožilo, da so vigovci sprožili rafal nabojev v lojalistični tabor. V temi so se videli le bliski njihovega streljanja. Ko so se premikali in se približevali iz več smeri v popolni tišini, pod temo noči, so bili prestrašeni lojalisti zmedeni glede njihovega skupnega števila mož. Z vzklikanjem "Washington!" kot bojnim krikom so patrioti poglobili kaos, kar je lojaliste pripeljalo do prepričanja, da jih napada celotna vojska generala Washingtona.
Večina lojalistov je pobegnila, ko so umrli njihovi poveljujoči častniki, mnogi so se podali v bližnji jarek, ki so ga kasneje poimenovali "Tory Hole", medtem ko so drugi pobegnili v bližnje gozdove. Ob zori so vigovci ugotovili, da je bilo ubitih sedemnajst lojalistov, vključno z njihovim poveljnikom polkovnikom Slingsbyjem. Patrioti niso utrpeli nobenih smrtnih žrtev in le štiri ranjene.

## Danes
Danes se med vsemi bitkami ameriške revolucionarne vojne v regiji Cape Fear v Severni Karolini bitka pri Elizabethtownu uvršča na drugo najpomembnejše mesto. Patrioti niso le uspeli končati torijskega nadzora v tistem času, njihova zmaga je preprečila, da bi lokalni lojalisti kdajkoli ponovno pridobili pomembno moč v regiji. V spomin na to je bil na glavni ulici Elizabethtowna postavljen zgodovinski spomenik, ki spominja na pomembno bitko in lokalno znano "Tory Hole".